# Götz Wolf
Götz Wolf (* vor 1953) ist ein ehemaliger deutscher Kinderdarsteller.

## Karriere
Götz Wolf spielte als Brüderchen unter dem Regisseur Walter Oehmichen eine der Hauptrollen in dem Märchenfilm Brüderchen und Schwesterchen nach dem gleichnamigen Märchen, der am 26. Dezember 1953 Premiere hatte. Seine Filmpartnerin in dem 63-minütigen Schwarz-Weiß-Film war Maria Kottmeier als Schwesterchen.
1954 spielte er unter der Regie von Walter Janssen den Flock in dem Märchenfilm Rotkäppchen. Beide Filme wurden von der Schongerfilm produziert.

## Filmografie
- 1953: Brüderchen und Schwesterchen
- 1954: Rotkäppchen